# Zheng Bijian
Zheng Bijian (Sichuan 1932) és un polític i estratega xinès (Han) que investiga sobre la globalització i la transparència i defensa la importància de projectar escenaris de pau i soft power. Ha treballat d'assessor estratègic pel govern xinès, i ha sigut considerat diverses vegades un dels intel·lectuals més influents del món en política exterior, creador del concepte "China's peaceful rise".

## Trajectòria
Zheng Va néixer a Sichuan. Es va unir al Partit Comunista de la Xina el 1952 i dos anys més tard va finalitzar un postgrau en economia política al Universitat Renmin. Des de llavors, ha realitzat recerca per al seu partit, pel govern xinès i per l'Acadèmia xinesa de Ciències Socials.
Inicialment, la seva recerca es va centrar en editar les obres de Mao Zedong, President del Partit Comunista de la Xina. A finals dels anys 70 fou nomenat ajudant del director general del centre de recerca d'afers internacionals al Consell Estatal xinès. El 1988 fou nomenat vicepresident de l'Acadèmia xinesa de Ciències Socials i director del centre de recerca de la mateixa acadèmia.
Des de llavors ha tingut diversos càrrecs oficials. El 2010 va crear el China Institute for Innovation and Development Strategy (CIIDS) i va esdevenir el seu primer President. L'objectiu del CIIDS és proporcionar consell estratègic a oficials de govern a través de recerca acadèmica i científica. Desenvolupa estratègies de governança social, tecnologia, i institucions militars i assessora el govern xinès. El CIIDS manté relacions cooperatives amb l'Institut Berggruen, que va organitzar les conferències "Understanding China" el 2013 i 2015, on hi van participar diversos antics caps d'Estat com Ernesto Zedillo, Ricardo Lagos, Paul Keating, Kevin Rudd, i Gordon Brown. Des del CIIDS, Zhen ha atret un número gran d'estrategs sèniors, diplomàtics, científics, generals, economistes i dirigents empresarials com participants i assessors. Aquests individus inclouen: Lu Yongxiang, Bai Chunli, Ge Zhenfeng, Fu Ying, Ye Xiaowen, Wu Jianmin, Zhou Wenzhong i Zhu Min, entre d'altres.
Posteriorment ha sigut vicepresident executiu de l'Escola del Partit del Comitè Central del Partic Comunista i president del Fòrum de Reforma de la Xina (China Reform Forum).
La feina de Zheng s'ha centrat en millorar el posicionament de la Xina en l'escena internacional, incloent la definició d'estratègies de planificació i promoció d'escenaris de pau i de prosperitat sostenible. Conegut com el Henry Kissinger xinès, les seves teories de cooperació estratègica han estat ben rebubdes per la comunitat internacional.